# أنتوني بار
أنتوني بار (بالإنجليزية: Anthony Barr)‏ هو لاعب كرة قدم أمريكية أمريكي، ولد في 18 مارس 1992 في ساوث بند في الولايات المتحدة.

## وصلات خارجية
- أنتوني بار على موقع إي إس بي إن.كوم (أن.أف.أل)3
- أنتوني بار على موقع مرجع كرة القدم المحترفة.كوم (الإنجليزية)
- أنتوني بار على موقع كلية كرة القدم في سبورتس رفرنس.كوم (الإنجليزية)